# Aphytis simplex
Aphytis simplex är en stekelart som först beskrevs av Leo Zehntner 1897.  Aphytis simplex ingår i släktet Aphytis och familjen växtlussteklar. Inga underarter finns listade i Catalogue of Life.